# Antverpská polyglota

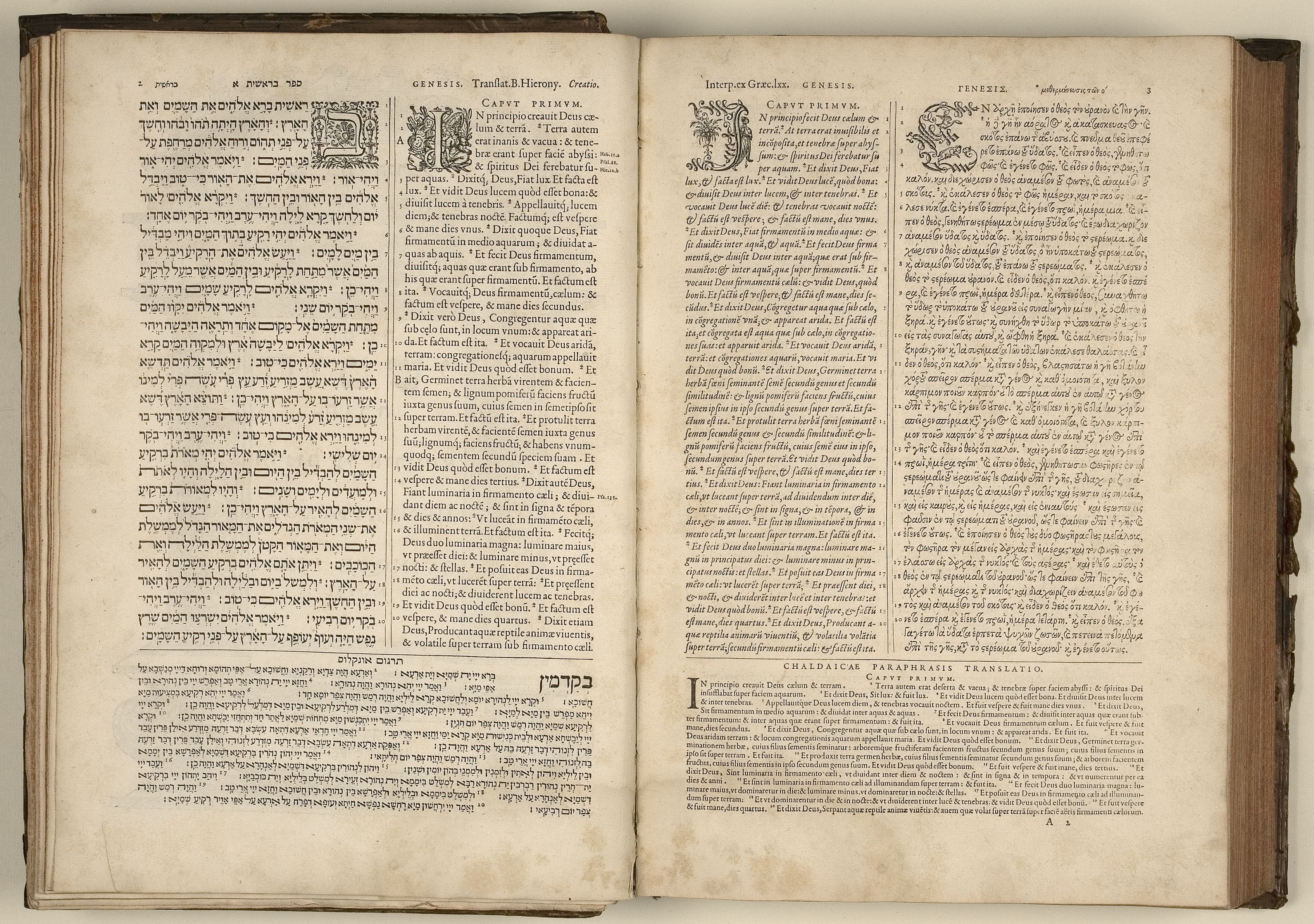
Antverpská polyglota

Antverpská polyglota (tj. vícejazyčné vydání bible) vyšla tiskem v letech 1569-1572. Podporoval ji španělský král Filip II., proto se jí někdy říká i Biblia regia (královská bible). Je jednou z mnoha polyglot vydaných v 16. století působením humanismu a zájmu o původní texty Bible.

## Obsah
Antverpská polyglota byla rozdělena do 8 svazků. První čtyři svazky obsahovaly Starý zákon; 5. svazek Nový zákon. Biblický text se nacházel v těchto verzích: původní hebrejský a řecký text; Vulgáta; Septuaginta; targúmy, každý s latinským překladem; Pešita (v hebrejském i syrském písmu a latinským překladem). Svazky 6 a 7 obsahovaly aparát a kritické poznámky, Paginův hebrejský slovník, syrsko-chaldejský slovník od Guy le Fèvre, syrskou gramatiku od Masia a řecký slovník a gramatiku od Aria Montana. Poslední svazek obsahoval původní text Starého a Nového zákona s latinským meziřádkovým překladem (Paginovým pro Starý zákon, Vulgátou pro Nový zákon).